# Adévisme
L'adévisme (du terme sanskrit deva associé à la particule a- privative, par analogie avec l'athéisme) est un terme introduit par Friedrich Max Müller pour désigner la négation de l'existence de tout dieu, en particulier des dieux légendaires de l'hindouisme. Müller a utilisé cette notion au cours d'une des Gifford Lectures concernant la philosophie vedanta. Il l'associe à l'ignorance ou à la nescience.
Dans le contexte anglophone contemporain, le terme d'avédisme (avedism) est parfois utilisé pour désigner une attitude sceptique à l'égard de toute forme de divinité, attitude plus radicale donc que celle qui consiste à nier l'existence du Dieu judéo-chrétien.